# Desmeocraera tenera
Desmeocraera tenera är en fjärilsart som beskrevs av Sergius G. Kiriakoff 1954. Desmeocraera tenera ingår i släktet Desmeocraera och familjen tandspinnare. Inga underarter finns listade i Catalogue of Life.